# Ulrich Schrade

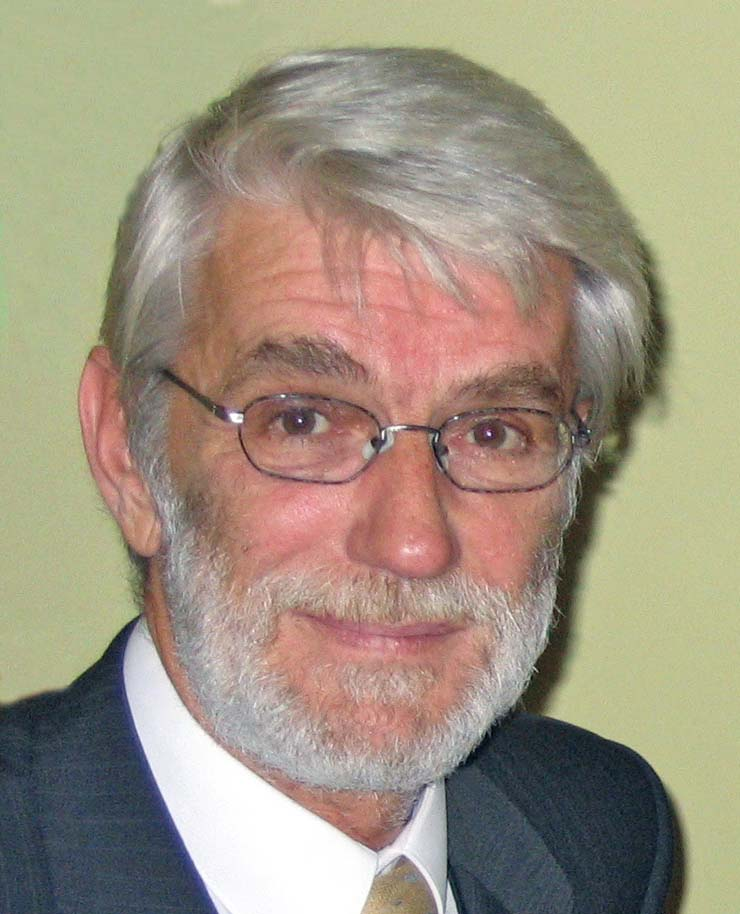
Ulrich Schrade

Ulrich Schrade (* 21. Juli 1943 in Patricken, Landkreis Allenstein, Ermland; † 15. November 2009 in Warschau, Polen) war ein in Polen lebender Philosoph deutscher Abstammung, Erziehungswissenschaftler und Ethiker.

## Leben
In den Jahren 1961–1966 studierte er bei Boleslaw Kasprowicz an der Fakultät für Transportwirtschaft in Zoppot (heute Sopot, Polen); in den Jahren 1966–1969 arbeitete er am Aufbau des Reifenwerks Stomil Olsztyn in Olsztyn; in den Jahren 1969–1974 studierte er Philosophie bei Bogusław Wolniewicz an der Universität Warschau.
Seit 1974 war er an der Fakultät für Verwaltung und Sozialwissenschaften der Technischen Universität Warschau tätig. An dieser Hochschule gilt er als Gründer einer besonderen Strömung der Wissenschafts- und Technikphilosophie und der Theorie der Hochschulbildung.
Bis zuletzt bekleidete er folgende Positionen:
- Leiter des Fachbereichs Philosophie
- Leiter des Pädagogischen Seminars
- Leiter des Aufbaustudiengangs Pädagogik an der TU Warschau.

Er war Mitglied der Disziplinarkommission des Hochschulbildungsrats und Vorstandsmitglied der Polnischen Gesellschaft für Philosophie.
Den Kern seiner wissenschaftlichen Interessen bildeten die allgemeinen Probleme der Anthropologie, Axiologie und Pädagogik. Er war Professor an der Technischen Universität Warschau und war ebenfalls tätig als Gastprofessor an der Humanistischen Akademie in Pułtusk.
Schrade wurde auf dem Gemeindefriedhof in Klebark Wielki beigesetzt.

## Auszeichnungen
- Goldenes Verdienstkreuz der Republik Polen  (Złoty Krzyż Zasługi), 2005[1]
- Medaille der Kommission für Nationale Bildung (Medal Komisji Edukacji Narodowej)

## Ausgewählte Publikationen
- Idee des Humanismus im Lichte der Axiologie von Henryk Elzenberg. (Idea humanizmu w świetle aksjologii Henryka Elzenberga). 1986.
- Ethik. Die Hauptsysteme. (Etyka. Główne systemy). 1992.
- Strömungen der Gegenwartsphilosophie. (Nurty filozofii współczesnej). zwei Ausgaben, 1997, 2003.
- Polnischer Nationalgedanke der Zwischenkriegszeit. Vom Patriotismus zum Globalismus. (Międzywojenna polska myśl narodowa. Od patriotyzmu do globalizmu). 2004.
- Hochschuldidaktik. Ausgewählte Probleme. (Dydaktyka szkoły wyższej. Wybrane problemy). 2010.